# Michael G. Hagerty
Michael Gerard Hagert (Chicago, Illinois, 10 de mayo de 1954 - 29 de abril de 2022) fue un actor estadounidense. Fue conocido por interpretar a trabajadores, incluyendo su papel recurrente como el Sr. Treeger, el portero del edificio donde viven los protagonistas en la serie Friends, y como el dueño de una tienda en Lucky Louie, de HBO.

## Carrera artística
Hagerty es reconocido además por sus papeles menores en una amplia variedad de comedias, incluyendo Cheers, The Wayans Bros., Curb Your Enthusiasm, Seinfeld y The Wonder Years. También fue un regular en The George Carlin Show. Comenzó su carrera en el grupo de comedia teatral de Chicago The Second City. Aunque la mayoría de su carrera ha sido en televisión, también tuvo papeles pequeños en películas. Es conocido además por su bigote y su fuerte acento de Chicago.

## Filmografía

### Cine y televisión
- Shameless (2016)
- Good Luck Charlie (2010)
- Monk (2008)
- Lucky Louie (2006)
- Desperate Housewives (2006)
- Complete Savages (2004)
- Deadwood (2004)
- ER (2002)
- Curb Your Enthusiasm (2001)
- Friends (1995-2001)
- Austin Powers: The Spy Who Shagged Me (1999)
- Ally McBeal (1998)
- Speed 2: Cruise Control(1997)
- The Drew Carey Show (1996)
- Seinfeld (1994)
- The George Carlin Show
- So I Married an Axe Murderer (1993)
- The Wonder Years  (1991)
- Wayne's World (1992)
- Star Trek: The Next Generation (1991, 1994)
- Hasta la noche, mi amor (1990)
- Murphy Brown (1989)
- Red Heat (1988)
- Family Ties (1988)
- Overboard (1987)
- Cheers (1986)
- Doctor Detroit (1983)
- Martin (1995)
- Brewster's Millions (1985)